# Fontenay-le-Fleury
Fontenay-le-Fleury è un comune francese di 13 455 abitanti situato nel dipartimento degli Yvelines nella regione dell'Île-de-France.
Il territorio comunale è bagnato dal Ru de Gally.

## Storia

### Simboli
La fontana araldica nello stemma evoca il nome del comune e i gigli (fleur-de-lys) fanno riferimento al determinante Fleury. La fontana è raggiante con riferimento all'appellativo del Re Sole, il quale veniva a cacciare nel vasto parco di 6 600 ettari racchiuso da una cinta muraria di 43 chilometri di circonferenza che fece realizzare. Lo scudo è sostenuto da due querce che ricordano i boschi, e da due leoni di verde, ripresi dal blasone dei Brouilly de Piennes che furono signori del luogo all'inizio del XVIII secolo.

## Società

### Evoluzione demografica
Abitanti censiti